# 澳門市
澳門市（マカオし、ポルトガル語: Concelho das Macau）は、2001年まで存在していたマカオの基礎自治体。マカオ半島を管轄し、市政庁（市役所）はマカオ歴史地区内のセナド広場の正面（現在の民政総署大楼）に位置していた。
1584年、マカオ在住のポルトガル人の間で自治活動を行うために議会を設けたのが澳門市の起源である。この議会はポルトガル本国がスペイン帝国と同君連合を結んで、事実上のスペイン領となっていた間もポルトガル国旗を掲揚し、オランダからの攻撃を自力で撃退したことから、ポルトガル王政復古戦争後、ジョアン4世から「忠順なる議会（ポルトガル語: Leal Senado）」の称号を賜った。
その後、ポルトガルがタイパ島とコロアネ島を占領すると、その地には新たに海島市を設け、マカオの基礎自治体は2市体制となった。
2002年、澳門・海島両市は廃止され、新たにマカオ全域を管轄する行政機関として民政総署が設けられた。

## 姉妹都市
- リスボン（ポルトガル）
- ポルト（ポルトガル）
- リンシェーピング（スウェーデン）